# The Gathering Wilderness
The Gathering Wilderness es el quinto álbum de estudio de la banda irlandesa de black metal Primordial. Según la crítica el álbum constituyó el punto culminante de la evolución del sonido de la banda desde sus inicios en los que practicaban una mezcla de black metal y pagan metal. Fue elegido como álbum del mes por la revista Terrorizer Magazine en 2005.

## Lista de canciones
Toda la música fue compuesta por la banda.
1. The Golden Spiral (8:03)
2. The Gathering Wilderness (9:13)
3. The Song of the Tomb (7:56)
4. End of All Times (Martyrs Fire) (7:42)
5. The Coffin Ships (9:58)
6. Tragedy's Birth (8:31)
7. Cities Carved in Stone (8:07)

## Personal

### Integrantes
- Alan Averill "Nemtheanga" – Voz
- Ciáran MacUiliam – Guitarra
- Micheál Ó Floinn – Guitarra
- Pól MacAmhlaigh – Bajo
- Simon Ó Laoghaire – Batería

### Producción
- Billy Anderson – técnico, mezcla
- Ciarán Byrne – producción
- Jane Averill - fotografía